# Pestzuil

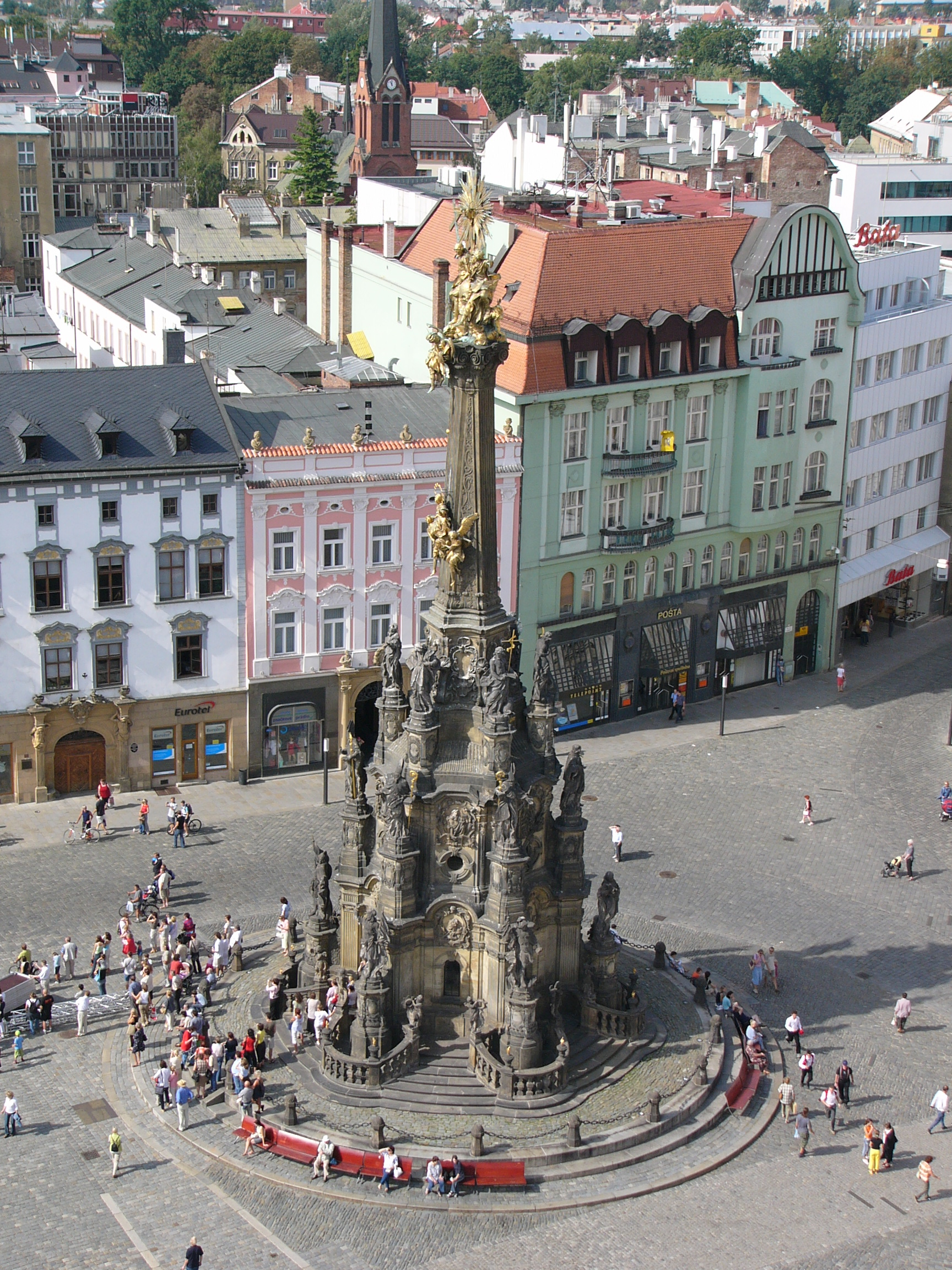
Zuil van de Heilige Drie-eenheid in Olomouc (1716-1754)

Pestzuilen zijn votiefmonumenten, die herinneren aan de tijd van de pest. Ze komen vooral voor in katholieke streken in Centraal-Europa zoals Beieren, Oostenrijk, Tsjechië (het voormalige Habsburgse Rijk), maar ook in Normandië. De meeste dateren uit de 17e en 18e eeuw.
De pestzuilen verbeelden in veel gevallen de heilige Drie-eenheid en worden dan ook wel drievuldigheidszuilen genoemd. Andere pestzuilen zijn gewijd aan de moeder van Jezus, Maria, die door de katholieke bevolking wordt gezien als voorspreekster (of bemiddelaar) in tijden van nood. Ook de zogenaamde pestheiligen worden vaak op een dergelijk monument afgebeeld. 
Naast zuilen bestaan er ook kruisbeelden en andere monumenten ter nagedachtenis aan pestepidemieën. Oorspronkelijk waren de zuilen gewijd aan overwinningen op de Turken, waarbij de Drie-eenheid staat voor het (overwinnende) christendom. Later verwerd de zuil door de relatie tussen oorlog en pest tot een herdenkingszuil aan voorbije pestepidemieën, en tevens tot afweermiddel tegen nieuwe uitbraken van de pest. 
Er bestaan eenvoudige zuilen, niet groter dan een wegkruis, maar er zijn ook opvallende monumenten in soms bijzonder barokke vormentaal, zoals de Weense pestzuil uit 1679 aan de Graben, die de toon zette voor grote pestmonumenten van de daaropvolgende decennia. Pestzuilen werden vaak gebruikt om het prestige van een stad te verhogen.

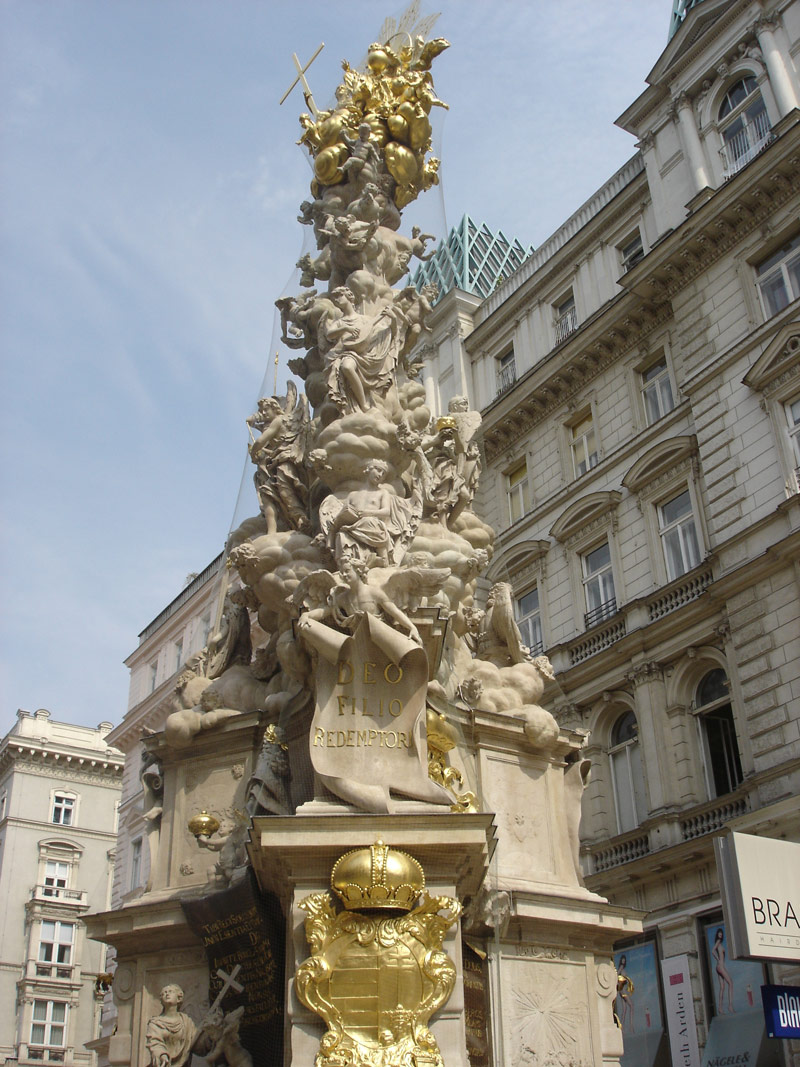
Pestzuil in Wenen
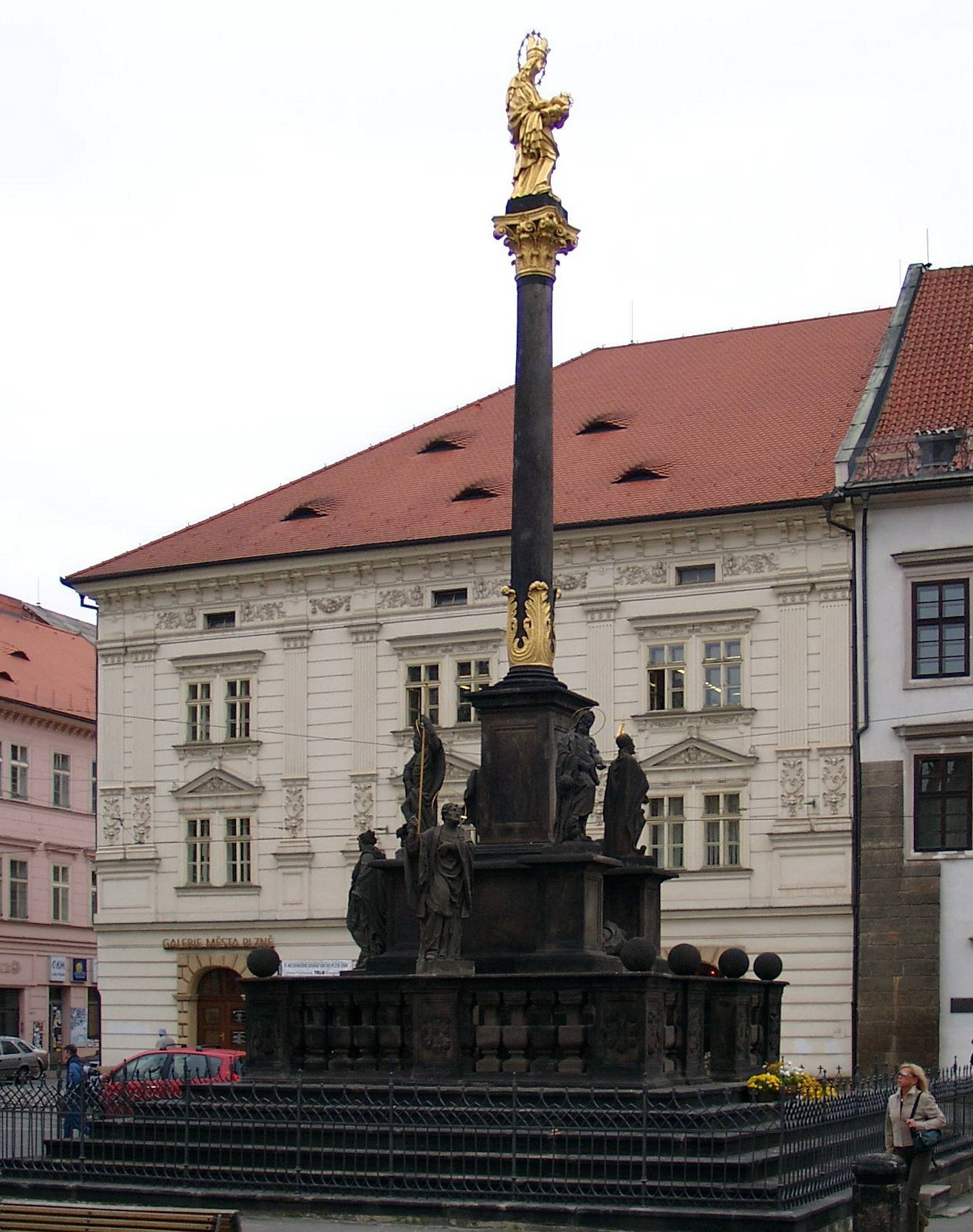
Pilsen (1691)
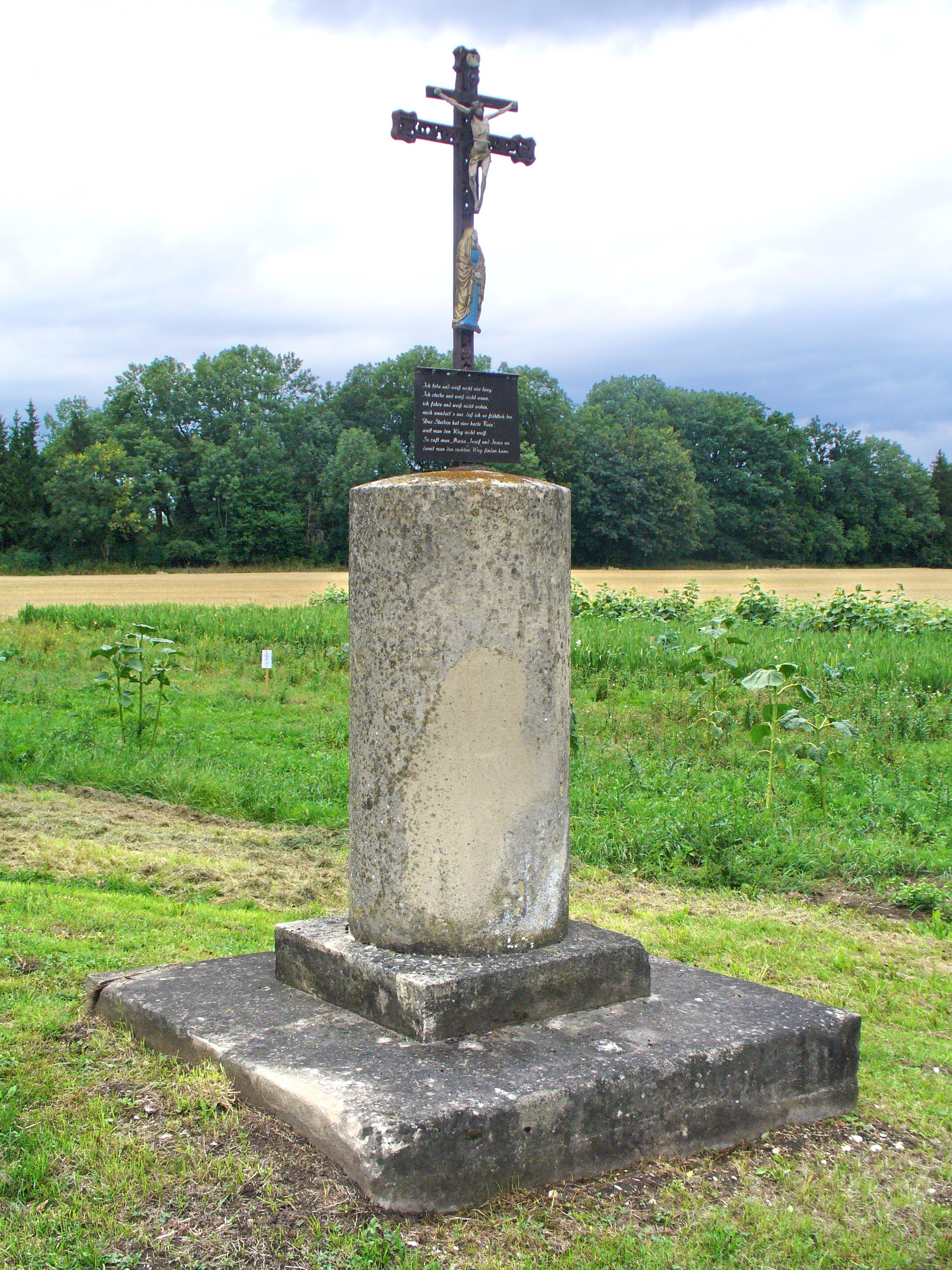
Pestkruis in Ismaning (1818)

## Bekende pestzuilen
- Drievuldigheidszuil (Linz), Oostenrijk
- Drievuldigheidszuil (Olomouc), Tsjechië
- Weense pestzuil, Oostenrijk